# Bibern (Schaffhausen)
Bibern és un antic municipi del cantó de Schaffhausen (Suïssa). El dia 1 de gener de 2009 es va unir a Thayngen, juntament amb Altdorf, Hofen i Opfertshofen.